# القداس الإلهي

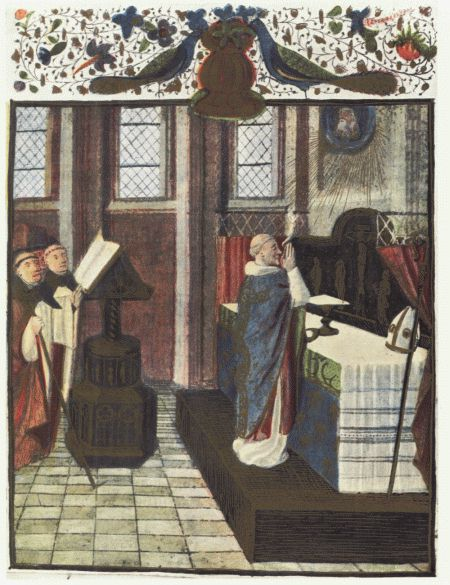
قداس إلهي يعود للقرن الخامس عاشر

القداس الإلهي (ويختصر: القداس) هو مصطلح يستخدمه المسيحيون للدلالة عن تجمعهم للاحتفال بالإفخارستية أو الاجتماع للعبادة. عادة ما يكون القداس في الكنيسة ويقيمه أحد رجال الدين أو القساوسة. قد تستخدم بعض الكنائس الغربية والشرقية مصطلحات أخرى للدلالة عن القداس مثل: «الذبيحة الإلهية» أو «قربانا قديشا» (بالآرامية: ܩܘܪܒܢܐ ܩܕܝܫܐ).